# Enfold Darkness
Enfold Darkness ist eine US-amerikanische Black- und Death-Metal-Band aus Nashville, Tennessee, die 2005 gegründet wurde.

## Geschichte
Die Band wurde Mitte 2005 gegründet. In den folgenden Jahren änderte sich die Besetzung mehrfach, ehe sie sich 2008 festigte. Während Enfold Darkness als Vorgruppe für The Faceless bei einem Konzert in ihrer Heimatstadt fungierte, wurde deren Sänger Michael Keene auf sie aufmerksam. Daraufhin erreichte die Gruppe einen Vertrag bei Sumerian Records, worüber im November 2009 das Debütalbum Our Cursed Rapture erschien. Das Album war teilweise mit Jamie King als Produzenten aufgenommen worden. Der Veröffentlichung schlossen sich mehrere nationale Touren sowie Auftritte mit The Faceless, Dying Fetus, Goatwhore und Burning the Masses an.
Nur wenige Monate nach der Veröffentlichung ihres zweiten Studioalbums Adversary Omnipotent im Juli des Jahres 2017 beging Bassist Todd Honeycutt Selbstmord. Er wurde erhangen in der Garage des Bandgitarristen Elijah Whitehead aufgefunden.

## Stil
Stephan Rajchl von metal1.info bezeichnete die Musik auf Our Cursed Rapture als eine Mischung aus Black- und technischem anspruchsvollem sowie melodischem Death-Metal. Der Eröffnungssong In the Galleries of the Utmost Evil beinhalte melodische und harte Riffs, Tremolo-Passagen, Doublebass und Blastbeats. Das Lied werde in seinem Verlauf ruhiger, wobei man auch noch ein Solo einsetze. In den weiteren Liedern setze man die genannten Mittel dann in verschieden starker Ausprägung ein. The Benefits of Your Demise weise Einflüsse aus dem Okkultismus auf. Der Gesang sei eine Kreuzung aus Dani Filth (Cradle of Filth) und Trevor Strnad (The Black Dahlia Murder) und setze hohe Screams und tiefe Growls, letztere jedoch seltener, ein. Zudem würden auch manchmal klare Sprechpassagen eingesetzt, die ebenfalls an Dani Filth erinnern würden. Die Texte selbst seien düster, okkult und gut formuliert sowie frei von Klischees. Kyle von metalreviews.com fasste das Album ebenfalls als eine Mischung aus Black- sowie Melodic- und Technical-Death-Metal bzw. Cradle of Filth und The Black Dahlia Murder zusammen. Die Riffs seien oft technisch anspruchsvoll und gelegentlich könne man Lieder komplett dem Technical Death Metal im Stil von Necrophagist und The Faceless zuordnen. Die Tremolo-Riffs hingegen seien eher im Melodic-Death-Metal-Stil.

## Diskografie
- 2006: Before the Final Reckoning (Demo, Eigenveröffentlichung)
- 2009: Our Cursed Rapture (Album, Sumerian Records)
- 2012: Lairs of the Ascended Masters (Single, Sumerian Records)
- 2015: The Dirge of the Surrogate Invictus (Single, The Artisan Era)
- 2017: Adversary Omnipotent (Album, The Artisan Era)